# ステロイドアルカロイド
ステロイドアルカロイドは、ステロイド骨格を有するアルカロイドである。基本骨格がアミノ酸に由来する真正アルカロイドと異なり、窒素源がアンモニアに由来する。そのため偽アルカロイド（プソイド（シュード）アルカロイド、英語: pseudoalkaloid）に分類される。
ジャガイモなど、植物の芽や皮に含まれるステロイドアルカロイド配糖体ソラニンがよく知られている。また、未熟なトマトにも含まれている。
ソラニンは摂取から7-19時間後から一過性の嘔吐、下痢などがある。疲労感、傾眠から重篤になると錯乱、脳圧亢進、呼吸困難、呼吸停止、頻脈、腎不全をきたす。

## 代表的なステロイドアルカロイドの一覧

### ナス属 (Solanum)
- α-ソラニン
- α-カコニン (チャコニン、chaconine)
- ソラニジン - ソラニンアグリコン
- ソラノカプシン (solanocapsine)
- トマチン (tomatine)

### シュロソウ属 (Veratrum)
- ベラルカミン (veralkamine)
- シクロパミン (cyclopamine)
- シクロポシン (cycloposine)
- ジェルビン (jervine)
- ムルダミン (muldamine)
- ベラトリジン (veratridine)

### キョウチクトウ科
- コネシン (conessine)

### その他
- サマンダリン
- サマンダリジン (samandaridine)
- バトラコトキシン

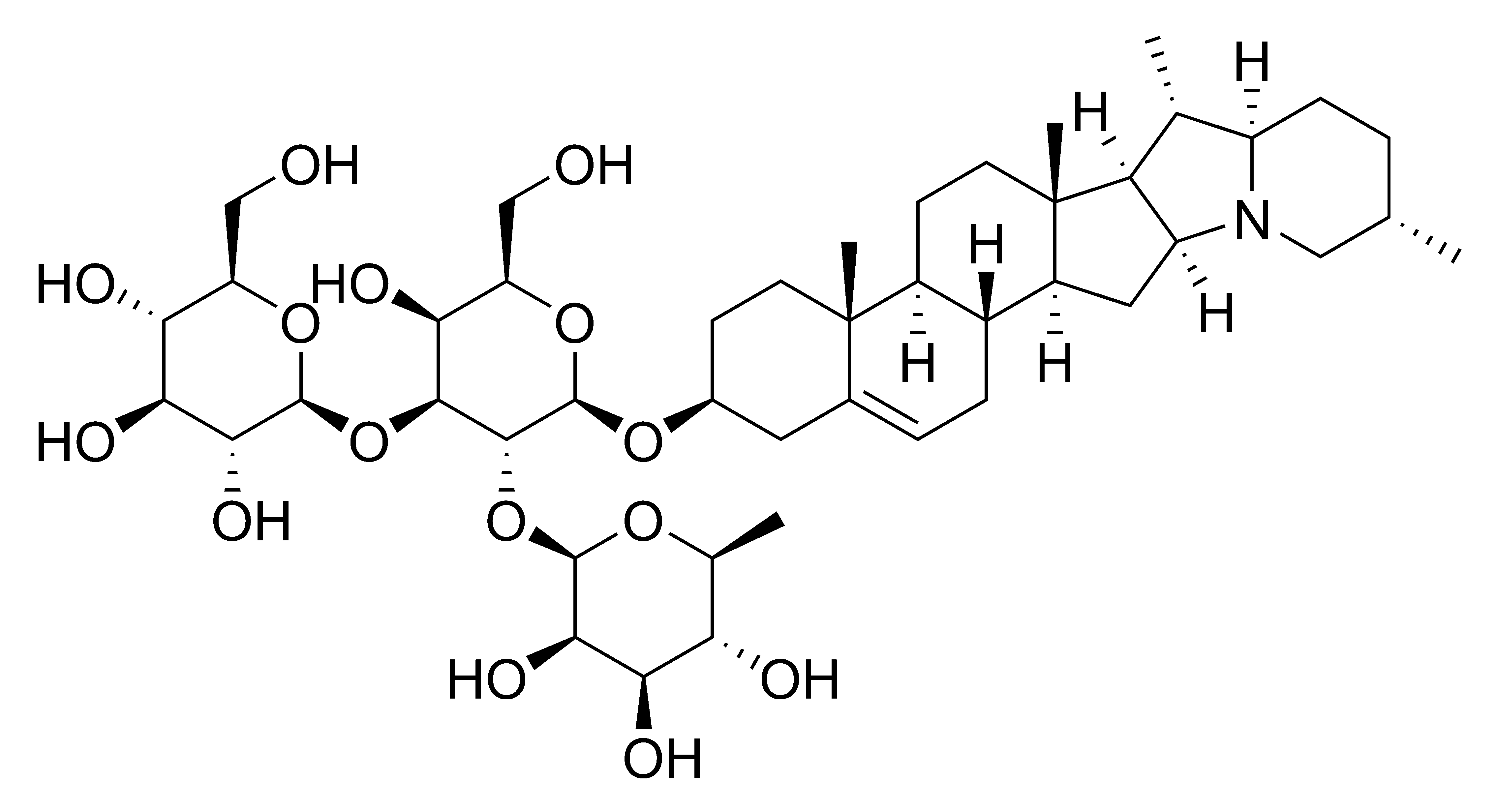
α-ソラニン
α-トマチン
バトラコトキシン
サマンダリン